# 川口市立神根小学校
川口市立神根小学校（かわぐちしりつ かみねしょうがっこう）は、埼玉県川口市道合にある公立小学校。

## 沿革
- 1873年 - 神戸学校、石神学校、根岸学校を創立
- 1875年 - 新井宿学校を創立
- 1889年 - 神戸学校を神根小学校本校とし、根岸学校・石神学校・新井宿学校に分教室を設置
- 1893年 - 神根小学校本校と根岸分教室を統合して神根西尋常小学校を創立、神根東尋常小学校を創立
- 1908年 - 神根東尋常小学校と西尋常小学校を統合して神根尋常小学校を設立
- 1911年 - 高等科を設置
- 1941年 - 神根国民学校に改称
- 1947年 - 川口市立神根小学校に改称
- 1960年 - 学区変更により一部が川口市立前川小学校に移籍
- 1968年4月 - 川口市立神根東小学校を分離
- 1972年4月 - 川口市立根岸小学校を分離
- 1977年4月 - 川口市立差間小学校を分離
- 1981年4月 - 川口市立在家小学校を分離
- 1996年4月 - 川口市立木曽呂小学校を分離[1]

## 教育目標
- 「心豊かに　たくましく生きる子どもの育成」[2]

## 通学区域
- 新井宿 - 一部
- 安行領根岸 - 一部
- 石神 - 一部
- 神戸 - 一部
- 西新井宿 - 一部
- 道合 - 一部[3]